# 住之江通
住之江通（すみのえどおり）は、大阪市内を東西に走る主要地方道の愛称である。

## 概要
区間は大阪市住之江区の南港東二丁目交叉点から同区の浜口交叉点までで、大阪市道浜口南港線の大半を占める。浜口交差点以東は長居公園通（大阪内環状線（国道479号））と呼ばれている。
住之江公園前交叉点以西では中央分離帯上にニュートラム南港ポートタウン線が通っている。

### 大阪市道浜口南港線
起点は浜口交差点（住之江通の終点と共通）、終点は南港東3北交差点（住之江通の起点から約200メートル北）までの、全長が約5.2キロメートル。
1994年（平成6年）4月1日路線認定。
単独区間の途中に、阪神高速4号湾岸線南港中出入口がある。

## 沿線情報
住之江区
- 南港
- ニュートラム 南港東駅
- 大阪府立港南造形高等学校
- ニュートラム 南港口駅
- ニュートラム 平林駅
- スポーツビレッジスミノエ
- 住之江警察署
- Osaka Metro四つ橋線・ニュートラム 住之江公園駅
- 住之江競艇場
- 大阪護國神社
- オスカードリーム
- 住之江公園
- 大阪市営御崎住宅
- 大阪市立住之江小学校
- 大阪市立清江小学校
- 住之江消防署
- 住之江区役所

## 交差する道路
| 交差する道路                     | 交差する場所 |
| -------------------------------- | ------------ |
|                                  |              |
| 市道浜口南港線                   | 南港東2      |
| 府道29号大阪臨海線＜新なにわ筋＞ | 住之江公園前 |
| 国道26号                         | 浜口         |
| 国道479号＜長居公園通＞          |              |

## 交通量
2005年度（大阪国道事務所　道の資料室より）
平日24時間交通量（台）
- 大阪市住之江区泉1丁目：26,690